# МERA
Il MERA era un razzo-sonda meteorologico russo a due stadi a propellente solido. Il MERA era lungo 3,20 metri ed era costituito da due motori a razzo identici montati in tandem. Il razzo era stabilizzato da alette ed era sormontato da un contenitore per il carico utile con la strumentazione. 
Dopo la fine della combustione del secondo stadio, il contenitore del carico utile si separava e continuava il suo volo autonomamente. In prossimità dell'apogeo, a circa 85 km di altezza, un timer comandava l'espulsione dal contenitore di una microsonda, che scendeva appesa ad un paracadute e rilevava i dati atmosferici durante la discesa. La microsonda aveva le dimensioni di 63 mm x 54 mm e pesava 1,2 kg compreso il paracadute. 
Furono lanciati solo due razzi MERA, entrambi il 1º dicembre 1992 dal cosmodromo di Kapustin Jar: i due lanci hanno avuto successo.